# Atalaia (Cabo Verde)
Atalaia é uma aldeia do município dos Mosteiros, em Cabo Verde. Com aproximadamente 500 habitantes, fica situada a 5 km da Cidade dos Mosteiros.É a primeira ou ultima zona dos mosteiros depende do sentido que chegas aos Mosteiros.É na atalaia que se situa uma das mais belas praias da ilha do fogo conhecido como Murro Djéu pouco conhecido devido ao seu difícil acesso,Atalaia é muito conhecido pelas suas festas populares ,principal meio de sobrevivência é a agricultura pesca e criação de gados.A população em se é muito acolhedora e festeira.

## Vilas próximos ou limítrofes
- Mosteiros, nordeste
- São Jorge, nordeste